# Dagmar Schäfer
Dagmar Schäfer (Adenau, 23 de maio de 1968) é uma sinologista alemã.

## Vida
Estudou na Universidade de Würzburgo, onde obteve um doutorado em 1996, orientada por Dieter Kuhn. Obteve a habilitação em sinologia em 2005. Trabalha com história da ciência e história da tecnologia. Lecionou na Universidade de Zhejiang, China, na Universidade de Würzburgo, na National Tsing Hua University em Taiwan e na Universidade de Manchester. É desde 2013 diretora da seção Artefakte, Handeln und Wissen do Instituto Max Planck para a História da Ciência.
Por sua tese recebeu em 1998 um prêmio da Unterfränkischen Gedenkjahrstiftung für Wissenschaft. Recebeu o Prémio Pfizer de 2012 da History of Science Society por seu livro The Crafting of the 10,000 Things. Em 2014 foi eleita membro da Academia Leopoldina.

## Publicações selecionadas
- Des Kaisers seidene Kleider: Staatliche Seidenmanufakturen in der Ming-Zeit (1368–1644). Edition Forum, 1998, ISBN 978-3-927943-17-9. Zugleich Philosophische Dissertation.
- The Crafting of the 10,000 Things. University of Chicago Press, 2011, ISBN 978-0-226-73584-9.
- Ed.: Cultures of Knowledge: Technology in China. Brill, 2012, ISBN 978-90-04-21844-4.